# 克里特岛战役和全国抵抗运动博物馆
克里特岛战役和全国抵抗运动博物馆（英语：The Museum of the Battle of Crete and National Resistance (1941-1945)）于1994年5月成立，位于伊拉克利翁市。
博物馆的目标是以适当的方式收集、保存和展示克里特战役和1941年至1945年德国-意大利占领期间的文物，提供过往的一系列物证，培养对克里特岛历史的兴趣和尊重。
目前博物馆已关闭，正在搬迁到新址的过程中。